# Ultra Jump
Ultra Jump (jap. ウルトラジャンプ, Urutora Jampu) ist ein japanisches Manga-Magazin, das sich an ein junges männliches Publikum richtet und daher zur Seinen-Kategorie gezählt wird.
Es erschien ab 1995 zunächst viermal im Jahr als Sondernummer der Young Jump und seit 1999 jeden Monat. 2016 verkaufte jede Ausgabe des Magazins 43.000 Exemplare. Es erscheint bei Shūeisha zusammen mit anderen Magazinen in der Jump-Reihe, dessen bekanntester Vertreter das Weekly Shōnen Jump ist. Ultra Jump konzentriert sich vor allem auf Science-Fiction, Fantasy und Action-Geschichten in aufwändigen und detaillierten Bildern.

## Serien (Auswahl)
- Abara von Tsutomu Nihei
- Agharta von Takahal Matsumoto
- Akikan! von Riku Ranjo
- Aqua Knight von Yukito Kishiro
- Bastard!! von Kazushi Hagiwara
- Battle Angel Alita: Last Order von Yukito Kishiro
- Biomega von Tsutomu Nihei
- Biorg Trinity von Otaro Maijo und Oh! Great
- Gingitsune von Sayori Ochiai
- Hayate × Blade von Shizuru Hayashiya
- JoJo no Kimyō na Bōken von Hirohiko Araki
- Kagome-Kagome von Toshiki Yui
- Ku -Dogs- von Shirow Miwa
- Mononogatari – Die Wächter der Artefaktgeister von Onigunsou
- Needless von Kami Imai
- No Guns Life von Tasuku Karasuma
- Outlaw Star von Takehiko Itō
- Read or Die von Hideyuki Kurata und Shutaro Yamada
- Steam Detectives von Kia Asamiya
- Steel Ball Run von Hirohiko Araki
- Tenjo Tenge von Oh! Great